# Jadzia Dax
Jadzia Dax är en fiktiv rollfigur i Star Treks universum, som porträtteras av Terry Farrell i TV-serien Star Trek: Deep Space Nine. Jadzia är en ung trill-kvinna som både doktor Julian Bashir, Feringin och barägaren Quark blir förälskade i. Detta sker i seriens inledning. Dax är en symbiont med minnen och kunskaper från ett antal tidigare thriller som fungerat som värdar, och Jadzia har i hård konkurrens fått äran att vara värd.